# Fyra kvinnor (TV-serie)
Fyra kvinnor (engelska: A Will of Their Own) är en amerikansk miniserie från 1998. Serien sändes första gången i svensk TV 2001.
Seriens handling sträcker sig över ett sekel (från 1890-talet fram till 1980-talet) och berättar om fyra generationers starka kvinnor, som alla kämpar för rättvisa och jämlikhet, i takt med att det moderna samhället långsamt växer fram. 

## Rollista i urval
- Lea Thompson - Amanda Steward
- Ellen Burstyn - Veronica Steward
- Faye Dunaway - Margaret Sanger
- Thomas Gibson - James MacClaren
- Sônia Braga - Jessie Lopez De La Cruz
- Reiko Aylesworth - Annie Jermaine
- Tovah Feldshuh - Mrs. Rubenstein
- Paris Jefferson - Sarah
- Charlotte Ross - Susan
- Eric McCormack - Pierce Peterson
- John Shea - Dr. Jonathan Abbott